# Nell Jongeneel
Nell Jongeneel (Montfoort, 12 ottobre 1956) è un'ex calciatrice neozelandese.

## Biografia
Dopo una breve carriera calcistica, Nell Jongeneel resta nel giro del calcio, nello staff tecnico dei Red Sox Manawatu, ma si occupa principalmente di decorazioni edili.

### Nazionale
Jongeneel è stata nella squadra che ha inaugurato la storia delle Football Ferns il 25 agosto 1975, con l'esordio in AFC Women's Asian Cup. La Nuova Zelanda vinse poi quell'edizione (la prima) della manifestazione.
Quell'occasione resta la sua unica esperienza in nazionale.

## Palmarès
- Coppa d'Asia: 1

Hong Kong 1975